# Bernd Beyer (Politiker)
Bernd Beyer (* 3. Juni 1942 in Beuden, Landkreis Delitzsch) ist ein ehemaliger deutscher Politiker (DBD). Von 1976 bis 1986 (7. und 8. Wahlperiode) gehörte er der Volkskammer der DDR an.
Beyer machte von 1956 bis 1958 eine Lehre als Facharbeiter für Acker- und Pflanzenbau. Bis 1960 war er in diesem Beruf und als Traktorist tätig. Von 1960 bis 1963 absolvierte er ein Studium an der Fachschule für Landwirtschaft Zschortau mit dem Abschluss „staatlich geprüfter Landwirt“. Von 1964 bis 1973 war er im landwirtschaftlichen Versuchsgut Gundorf tätig. Von 1973 bis 1975 studierte er an der Hochschule für LPG Meißen und erlangte einen Abschluss als Diplomagraringenieurökonom. Ab 1975 leitete er die Futterproduktion in der LPG (P) Leipzig-West in Böhlitz-Ehrenberg.
1966 trat Werner Kaiser der DBD bei. Von 1976 bis 1986 war er Mitglied der Volkskammer und ihres Ausschusses für Handel und Versorgung.
Nach dem Ende der DDR führte Beyer bis 2005 die Geschäfte der Schkeuditzer Agrar-Treuhandgesellschaft, eines Nachfolgeunternehmens der LPG Schkeuditz.